# Steven Kinney
Steven Kinney (Norcross, 28 oktober 1987) is een Amerikaans voetballer.

## Clubcarrière
Kinney werd in de MLS SuperDraft 2010 als vijfenveertigste geselecteerd door Chicago Fire. Hij werd daarmee de eerste speler afkomstig van Elon University die een contract bij een MLS team in de wacht sleepte. Hij kreeg zijn eerste basisplaats op 8 juli 2010 tegen Real Salt Lake en scoorde in die wedstrijd ook direct zijn eerste doelpunt. Aan het einde van het seizoen in 2014 besloot Chicago het contract van Kinney niet te verlengen.